# Rali Dakar de 2017
O Rali Dakar 2017 foi a 38ª edição do rali-raid mais exigente do mundo. Ocorreu entre 2 e 14 de Janeiro e pela nona vez consecutiva na América do Sul. A empresa francesa ASO (Amaury Sport Organisation) foi a organizadora do Dakar, que percorreu terras da Argentina, Bolívia e pela primeira vez no Paraguai.
No rali deste contou com uma nova categoria, a de carros utilitários (UTVs), categoria que foi vencida pelos brasileiros Leandro Torres e Lourival Roldan, que juntos, asseguraram o primeiro título para o Brasil na história do Dakar.

## Participantes
| Etapa           | Motos    | Quadriciclos | Carros   | Camiões  | UTVs    | Total     |
| --------------- | -------- | ------------ | -------- | -------- | ------- | --------- |
| Início do Rali  | 143      | 37           | 79       | 50       | 8       | 317       |
| Dia de descanso | 111      | 25           | 64       | 45       | 5       | 249       |
| Fim do rali     | 97 (68%) | 22 (59%)     | 58 (73%) | 45 (90%) | 5 (63%) | 227 (72%) |

| Equipe | Nº | Competidor            |
| ------ | -- | --------------------- |
| KTM    | 1  | Toby Price            |
| KTM    | 2  | Štefan Svitko         |
| KTM    | 8  | Gerard Farres Guell   |
| KTM    | 10 | Armand Monleon        |
| KTM    | 14 | Sam Sunderland        |
| KTM    | 16 | Matthias Walkner      |
| KTM    | 19 | Laia Sanz             |
| KTM    | 20 | Ivan Jakes            |
| KTM    | 25 | Ivan Cervantes        |
| Honda  | 9  | Ricky Brabec          |
| Honda  | 11 | Joan Barreda          |
| Honda  | 15 | Michael Metge         |
| Honda  | 17 | Paulo Gonçalves       |
| Yamaha | 5  | Hélder Rodrigues      |
| Yamaha | 6  | Adrien Van Beveren    |
| Yamaha | 18 | Alessandro Botturi    |
| Yamaha | 23 | Xavier De Soultrait   |
| Yamaha | 41 | Marc Sola Tarradellas |
| Yamaha | 43 | Rodney Faggotter      |

| Car     | Nº  | Piloto               | Co-piloto             |
| ------- | --- | -------------------- | --------------------- |
| Ford    | 311 | Xavier Pons          | Ruben Garcia          |
| Ford    | 321 | Martin Prokop        | Ilka Minor-Petrasko   |
| Ford    | 324 | Marco Bulacia        | Claudio Bustos        |
| Peugeot | 300 | Stephane Peterhansel | Jean-Paul Cottret     |
| Peugeot | 304 | Carlos Sainz         | Lucas Cruz            |
| Peugeot | 307 | Cyril Despres        | David Castera         |
| Peugeot | 309 | Sebastien Loeb       | Daniel Elena          |
| Peugeot | 318 | Romain Dumas         | Alain Guehennec       |
| Peugeot | 319 | Khalid Al-Qassimi    | Pascal Maimon         |
| Mini    | 303 | Mikko Hirvonen       | Michel Périn          |
| Mini    | 306 | Yazeed Al-Rajhi      | Timo Gottschalk       |
| Mini    | 308 | Orlando Terranova    | Andreas Schulz        |
| Mini    | 314 | Boris Garafulic      | Filipe Palmeiro       |
| Mini    | 316 | Jakub Przygonski     | Tom Colsoul           |
| Mini    | 322 | Mohammed Abu-Issa    | Xavier Panseri        |
| Mini    | 325 | Stephan Schott       | Paulo Fiuza           |
| Toyota  | 301 | Nasser Al-Attiyah    | Mathieu Baumel        |
| Toyota  | 302 | Giniel de Villiers   | Dirk von Zitzewitz    |
| Toyota  | 305 | Nani Roma            | Alex Haro             |
| Toyota  | 310 | Erik Van Loon        | Wouter Rosegaar       |
| Toyota  | 317 | Ronan Chabot         | Gilles Pillot         |
| Toyota  | 320 | Conrad Rautenbach    | Robert Howie          |
| Toyota  | 326 | Benediktas Vanagas   | Sebastien Rozwadowski |
| Toyota  | 327 | Christian Lavieille  | Jean-Pierre Garcin    |
| Toyota  | 328 | Antanas Juknevičius  | Darius Vaiciulis      |

| Equipe | Nº  | Competidor                      |
| ------ | --- | ------------------------------- |
| Yamaha | 250 | Rafał Sonik                     |
| Yamaha | 251 | Ignacio Casale                  |
| Yamaha | 252 | Jozef Macháček                  |
| Yamaha | 254 | Sergey Karyakin                 |
| Yamaha | 257 | Nelson Augusto Sanabria Galeano |
| Yamaha | 259 | Camelia Liparoti                |
| Yamaha | 260 | Sebastian Souday                |
| Honda  | 256 | Walter Nosiglia                 |
| Honda  | 258 | Daniel Domasewski               |

| Equipe         | Nº  | Driver               | Co-Drivers             | Co-Drivers               |
| -------------- | --- | -------------------- | ---------------------- | ------------------------ |
| Iveco          | 500 | Gerard de Rooy       | Moisés Torrallardona   | Darek Rodewald           |
| Iveco          | 502 | Federico Villagra    | Adrian Arturo Yacopini | Ricardo Adrian Torlaschi |
| Iveco          | 507 | Ton Van Genugten     | Anton Van Limpt        | Bernard Der Kinderen     |
| Kamaz          | 501 | Ayrat Mardeev        | Aydar Belyaev          | Dmitriy Svistunov        |
| Kamaz          | 505 | Eduard Nikolaev      | Evgeny Yakovlev        | Vladimir Rybakov         |
| Kamaz          | 513 | Dmitry Sotnikov      | Ruslan Akhamadeev      | Igor Leonov              |
| Kamaz          | 515 | Anton Shibalov       | Robert Amatych         | Ivan Romanov             |
| Tatra          | 503 | Aleš Loprais         | Jiří Stross            | Jan Tománek              |
| Tatra          | 508 | Martin Kolomý        | David Kilián           | René Kilián              |
| MAN            | 504 | Hans Stacey          | Jan van der Vaet       | Hugo Kuppen              |
| MAN            | 509 | Peter Versluis       | Artur Klein            | Marcel Pronk             |
| Renault Trucks | 506 | Martin van den Brink | Daniel Kozlowsky       | Marcel Blankestijn       |
| Renault Trucks | 510 | Pascal De Baar       | Martin Roesink         | Wouter De Graaff         |
| MAZ            | 511 | Siarhei Viazovich    | Pavel Haranin          | Andrei Zhyulin           |

## Etapas
Distância de acordo com o sítio oficial na internet.
| Etapa | Data   | Partida               | Chegada               | Motos           | Motos           | Motos                                                | Quadriciclos                                         | Carros          | Carros          | Carros                   | Camiões         | Camiões         | Camiões                      | UTV             | UTV             | UTV                   |
| Etapa | Data   | Partida               | Chegada               | Km              | Km              | Vencedor                                             | Vencedor                                             | Km              | Km              | Vencedor                 | Km              | Km              | Vencedor                     | Km              | Km              | Vencedor              |
| ----- | ------ | --------------------- | --------------------- | --------------- | --------------- | ---------------------------------------------------- | ---------------------------------------------------- | --------------- | --------------- | ------------------------ | --------------- | --------------- | ---------------------------- | --------------- | --------------- | --------------------- |
| 1     | 2 Jan  | Assunção              | Resistencia           | 454             | 39              | Juan Pedrero Sherco TVS                              | Marcelos Medeiros Yamaha                             | 454             | 39              | Nasser Al-Attiyah Toyota | 454             | 39              | Martin Kolomý Tatra          | 454             | 39              | Ravil Maganov Polaris |
| 2     | 3 Jan  | Resistencia           | San Miguel de Tucumán | 803             | 275             | Toby Price KTM                                       | Pablo Copetti Yamaha                                 | 803             | 275             | Sebastien Loeb Peugeot   | 812             | 284             | Martin van den Brink Renault | 803             | 275             | Mao Ruijin Polaris    |
| 3     | 4 Jan  | San Miguel de Tucumán | San Salvador de Jujuy | 780             | 364             | J. Barreda Honda                                     | W. Nosiglia Honda                                    | 780             | 364             | S. Peterhansel Peugeot   | 757             | 199             | E. Nikolaev Kamaz            | 780             | 364             | L. Torres Polaris     |
| 4     | 5 Jan  | San Salvador de Jujuy | Tupiza                | 521             | 416             | M. Walkner KTM                                       | W. Nosiglia Honda                                    | 521             | 416             | C. Despres Peugeot       | 521             | 416             | G. de Rooy Iveco             | 521             | 416             | M. Ruijin Polaris     |
| 5     | 6 Jan  | Tupiza                | Oruro                 | 692             | 447 219         | S. Sunderland KTM                                    | K. Koolen Barren                                     | 692             | 447 219         | S. Loeb Peugeot          | 683             | 438 219         | G. de Rooy Iveco             | 692             | 447 219         | R. Maganov Polaris    |
| 6     | 7 Jan  | Oruro                 | La Paz                | 786             | 527             | 6ª etapa cancelada devido às más condições do tempo. | 6ª etapa cancelada devido às más condições do tempo. | 786             | 527             | Etapa cancelada          | 772             | 513             | Etapa cancelada              | 786             | 527             | Etapa cancelada       |
|       | 8 Jan  | La Paz                | La Paz                | Dia de descanso | Dia de descanso | Dia de descanso                                      | Dia de descanso                                      | Dia de descanso | Dia de descanso | Dia de descanso          | Dia de descanso | Dia de descanso | Dia de descanso              | Dia de descanso | Dia de descanso | Dia de descanso       |
| 7M    | 9 Jan  | La Paz                | Uyuni                 | 622 801         | 322 161         | R. Brabec Honda                                      | S. Karyakin Yamaha                                   | 622 801         | 322 161         | S. Peterhansel Peugeot   | 622 801         | 322 161         | D. Sotnikov Kamaz            | 622 801         | 322 161         | R. Maganov Polaris    |
| 8     | 10 Jan | Uyuni                 | Salta                 | 892             | 492 419         | J. Barreda Honda                                     | I. Casale Yamaha                                     | 892             | 492 419         | S. Loeb Peugeot          | 892             | 429 174         | M. van den Brink Renault     | 892             | 429 419         | L. Dongsheng Polaris  |
| 9     | 11 Jan | Salta                 | Chilecito             | 977             | 406             | Etapa cancelada devido um deslizamento.              | Etapa cancelada devido um deslizamento.              | 977             | 406             | Etapa cancelada          | 977             | 406             | Etapa cancelada              | 977             | 406             | Etapa cancelada       |
| 10    | 12 Jan | Chilecito             | São João              | 751             | 449             | J. Barreda Honda                                     | S. Karyakin Yamaha                                   | 751             | 449             | S. Peterhansel Peugeot   | 751             | 449             | E. Nikolaev Kamaz            | 751             | 449             | W. Fujiang Polaris    |
| 11    | 13 Jan | São João              | Río Cuarto            | 754             | 288             | J. Barreda Honda                                     | S. Karyakin Yamaha                                   | 759             | 292             | S. Loeb Peugeot          | 754             | 288             | E. Nikolaev Kamaz            | 759             | 292             | L. Torres Polaris     |
| 12    | 14 Jan | Río Cuarto            | Buenos Aires          | 786             | 64              | A. Van Beveren Yamaha                                | I. Casale Yamaha                                     | 786             | 64              | S. Loeb Peugeot          | 786             | 64              | E. Nikolaev Kamaz            | 786             | 64              | R. Maganov Polaris    |

Notas
- 5ª etapa encurtada devido às más condições do tempo (Cancelado segundo setor cronometrado).
- 6ª etapa cancelada devido às más condições do tempo.
- A más condições do tempo forçaram mudanças na rota da 7ª etapa.[5]
- M: Etapa Maratona (sem assistência até o fim da etapa).
- 8ª etapa encurtada devido às más condições do tempo (e cancelado para os camiões o segundo setor cronometrado).
- 9ª etapa cancelada devido um deslizamento.

## Resultados por etapas

### Motos
|                 | Resultados por etapa | Resultados por etapa | Resultados por etapa | Resultados por etapa | Resultados por etapa | Classificação geral | Classificação geral | Classificação geral | Classificação geral | Classificação geral |
| Etapa           | Pos.                 | Competidor           | Equipe               | Tempo                | Diferença            | Pos.                | Competidor          | Equipe              | Tempo               | Diferença           |
| --------------- | -------------------- | -------------------- | -------------------- | -------------------- | -------------------- | ------------------- | ------------------- | ------------------- | ------------------- | ------------------- |
| 1               | 1                    | Juan Pedrero         | Sherco               | 00:28:22             |                      | 1                   | Juan Pedrero        | Sherco              | 00:28:22            |                     |
| 1               | 2                    | Ricky Brabec         | Honda                | 00:28:34             | 00:00:12             | 2                   | Ricky Brabec        | Honda               | 00:28:34            | 00:00:12            |
| 1               | 3                    | Paulo Gonçalves      | Honda                | 00:28:48             | 00:00:26             | 3                   | Paulo Gonçalves     | Honda               | 00:28:48            | 00:00:26            |
|                 |                      |                      |                      |                      |                      |                     |                     |                     |                     |                     |
| 2               | 1                    | Toby Price           | KTM                  | 02:37:32             |                      | 1                   | Toby Price          | KTM                 | 03:07:17            |                     |
| 2               | 2                    | Paulo Gonçalves      | Honda                | 02:41:23             | 00:03:51             | 2                   | Paulo Gonçalves     | Honda               | 03:10:11            | 00:02:54            |
| 2               | 3                    | Xavier de Soultrait  | Yamaha               | 02:41:38             | 00:04:06             | 3                   | Sam Sunderland      | KTM                 | 03:10:40            | 00:03:23            |
|                 |                      |                      |                      |                      |                      |                     |                     |                     |                     |                     |
| 3               | 1                    | Joan Barreda         | Honda                | 04:23:30             |                      | 1                   | Joan Barreda        | Honda               | 07:36:19            |                     |
| 3               | 2                    | Pablo Quintanilla    | Husqvarna            | 04:35:35             | 00:12:05             | 2                   | Sam Sunderland      | KTM                 | 07:46:34            | 00:10:15            |
| 3               | 3                    | Sam Sunderland       | KTM                  | 04:35:54             | 00:12:24             | 3                   | Pablo Quintanilla   | Husqvarna           | 07:47:18            | 00:10:59            |
|                 |                      |                      |                      |                      |                      |                     |                     |                     |                     |                     |
| 4               | 1                    | Matthias Walkner     | KTM                  | 04:57:22             |                      | 1                   | Pablo Quintanilla   | Husqvarna           | 12:54:02            |                     |
| 4               | 2                    | Xavier de Soultrait  | Yamaha               | 05:03:20             | 00:05:58             | 2                   | Matthias Walkner    | KTM                 | 12:56:09            | 00:02:07            |
| 4               | 3                    | Pablo Quintanilla    | Husqvarna            | 05:06:44             | 00:09:22             | 3                   | Sam Sunderland      | KTM                 | 13:00:14            | 00:06:12            |
|                 |                      |                      |                      |                      |                      |                     |                     |                     |                     |                     |
| 5               | 1                    | Sam Sunderland       | KTM                  | 02:21:51             |                      | 1                   | Sam Sunderland      | KTM                 | 15:22:05            |                     |
| 5               | 2                    | Paulo Gonçalves      | Honda                | 02:28:58             | 00:07:07             | 2                   | Pablo Quintanilla   | Husqvarna           | 15:34:05            | 00:12:00            |
| 5               | 3                    | Adrien Van Beveren   | Yamaha               | 02:29:20             | 00:07:29             | 3                   | Adrien Van Beveren  | Yamaha              | 15:38:12            | 00:16:07            |
|                 |                      |                      |                      |                      |                      |                     |                     |                     |                     |                     |
| 6               | Etapa cancelada      | Etapa cancelada      | Etapa cancelada      | Etapa cancelada      | Etapa cancelada      | Etapa cancelada     | Etapa cancelada     | Etapa cancelada     | Etapa cancelada     | Etapa cancelada     |
|                 |                      |                      |                      |                      |                      |                     |                     |                     |                     |                     |
| Dia de descanso |                      |                      |                      |                      |                      |                     |                     |                     |                     |                     |
|                 |                      |                      |                      |                      |                      |                     |                     |                     |                     |                     |
| 7               | 1                    | Ricky Brabec         | Honda                | 02:02:05             |                      | 1                   | Sam Sunderland      | KTM                 | 17:28:53            |                     |
| 7               | 2                    | Paulo Gonçalves      | Honda                | 02:03:49             | 00:01:44             | 2                   | Pablo Quintanilla   | Husqvarna           | 17:46:38            | 00:17:45            |
| 7               | 3                    | Sam Sunderland       | KTM                  | 02:06:48             | 00:04:43             | 3                   | Adrien Van Beveren  | Yamaha              | 17:51:09            | 00:22:16            |
|                 |                      |                      |                      |                      |                      |                     |                     |                     |                     |                     |
| 8               | 1                    | Joan Barreda         | Honda                | 04:28:21             |                      | 1                   | Sam Sunderland      | KTM                 | 22:01:08            |                     |
| 8               | 2                    | Matthias Walkner     | KTM                  | 04:32:12             | 00:03:51             | 2                   | Pablo Quintanilla   | Husqvarna           | 22:22:06            | 00:20:58            |
| 8               | 3                    | Sam Sunderland       | KTM                  | 04:32:15             | 00:03:54             | 3                   | Adrien Van Beveren  | Yamaha              | 22:29:57            | 00:28:49            |
|                 |                      |                      |                      |                      |                      |                     |                     |                     |                     |                     |
| 9               | Etapa cancelada      | Etapa cancelada      | Etapa cancelada      | Etapa cancelada      | Etapa cancelada      | Etapa cancelada     | Etapa cancelada     | Etapa cancelada     | Etapa cancelada     | Etapa cancelada     |
|                 |                      |                      |                      |                      |                      |                     |                     |                     |                     |                     |
| 10              | 1                    | Joan Barreda         | Honda                | 05:49:45             |                      | 1                   | Sam Sunderland      | KTM                 | 28:07:59            |                     |
| 10              | 2                    | Štefan Svitko        | KTM                  | 05:50:09             | 00:00:24             | 2                   | Matthias Walkner    | KTM                 | 28:38:00            | 00:30:01            |
| 10              | 3                    | Franco Caimi         | Honda                | 05:53:33             | 00:03:48             | 3                   | Gerard Farrés       | KTM                 | 28:46:42            | 00:38:43            |
|                 |                      |                      |                      |                      |                      |                     |                     |                     |                     |                     |
| 11              | 1                    | Joan Barreda         | Honda                | 03:16:57             |                      | 1                   | Sam Sunderland      | KTM                 | 31:34:11            |                     |
| 11              | 2                    | Paulo Gonçalves      | Honda                | 03:18:47             | 00:01:50             | 2                   | Matthias Walkner    | KTM                 | 32:07:20            | 00:33:09            |
| 11              | 3                    | Adrien Van Beveren   | Yamaha               | 03:22:25             | 00:05:28             | 3                   | Gerard Farrés       | KTM                 | 32:11:33            | 00:37:22            |
|                 |                      |                      |                      |                      |                      |                     |                     |                     |                     |                     |
| 12              | 1                    | Adrien Van Beveren   | Yamaha               | 00:30:29             |                      | 1                   | Sam Sunderland      | KTM                 | 32:06:22            |                     |
| 12              | 2                    | Gerard Farrés        | KTM                  | 00:30:29             | 00:00:00             | 2                   | Matthias Walkner    | KTM                 | 32:38:22            | 00:32:00            |
| 12              | 3                    | Joan Barreda         | Honda                | 00:30:47             | 00:00:18             | 3                   | Gerard Farrés       | KTM                 | 32:42:02            | 00:35:40            |

### Quadriciclos
|                 | Resultados por etapa | Resultados por etapa | Resultados por etapa | Resultados por etapa | Resultados por etapa | Classificação geral | Classificação geral | Classificação geral | Classificação geral | Classificação geral |
| Etapa           | Pos.                 | Competidor           | Equipe               | Tempo                | Diferença            | Pos.                | Competidor          | Equipe              | Tempo               | Diferença           |
| --------------- | -------------------- | -------------------- | -------------------- | -------------------- | -------------------- | ------------------- | ------------------- | ------------------- | ------------------- | ------------------- |
| 1               | 1                    | Marcelo Medeiros     | Yamaha               | 00:32:53             |                      | 1                   | Marcelo Medeiros    | Yamaha              | 00:32:53            |                     |
| 1               | 2                    | Gaston Gonzalez      | Yamaha               | 00:33:55             | 00:01:02             | 2                   | Gaston Gonzalez     | Yamaha              | 00:33:55            | 00:01:02            |
| 1               | 3                    | Nelson Sanabria      | Yamaha               | 00:34:32             | 00:01:39             | 3                   | Nelson Sanabria     | Yamaha              | 00:34:32            | 00:01:39            |
|                 |                      |                      |                      |                      |                      |                     |                     |                     |                     |                     |
| 2               | 1                    | Pablo Copetti        | Yamaha               | 03:14:29             |                      | 1                   | Pablo Copetti       | Yamaha              | 03:49:06            |                     |
| 2               | 2                    | Axel Dutrie          | Yamaha               | 03:20:00             | 00:05:31             | 2                   | Marcelo Medeiros    | Yamaha              | 03:53:26            | 00:04:20            |
| 2               | 3                    | Ignacio Casale       | Yamaha               | 03:20:05             | 00:05:36             | 3                   | Axel Dutrie         | Yamaha              | 03:54:47            | 00:05:41            |
|                 |                      |                      |                      |                      |                      |                     |                     |                     |                     |                     |
| 3               | 1                    | Walter Nosiglia      | Honda                | 05:37:03             |                      | 1                   | Ignacio Casale      | Yamaha              | 09:39:26            |                     |
| 3               | 2                    | Ignacio Casale       | Yamaha               | 05:43:55             | 00:06:52             | 2                   | Simon Vitse         | Yamaha              | 09:51:42            | 00:12:16            |
| 3               | 3                    | Santiago Hansen      | Honda                | 05:45:41             | 00:08:38             | 3                   | Axel Dutrie         | Yamaha              | 09:53:51            | 00:14:25            |
|                 |                      |                      |                      |                      |                      |                     |                     |                     |                     |                     |
| 4               | 1                    | Walter Nosiglia      | Honda                | 06:06:22             |                      | 1                   | Sergey Karyakin     | Yamaha              | 16:18:42            |                     |
| 4               | 2                    | Sergey Karyakin      | Yamaha               | 06:17:50             | 00:11:28             | 2                   | Ignacio Casale      | Yamaha              | 16:19:10            | 00:00:28            |
| 4               | 3                    | Daniel Domaszewski   | Honda                | 06:25:34             | 00:19:12             | 3                   | Simon Vitse         | Yamaha              | 16:21:42            | 00:03:00            |
|                 |                      |                      |                      |                      |                      |                     |                     |                     |                     |                     |
| 5               | 1                    | Kees Koolen          | Barren               | 02:57:43             |                      | 1                   | Simon Vitse         | Yamaha              | 19:32:22            |                     |
| 5               | 2                    | Gustavo Gallego      | Yamaha               | 03:09:49             | 00:12:06             | 2                   | Sergey Karyakin     | Yamaha              | 19:40:36            | 00:08:14            |
| 5               | 3                    | Simon Vitse          | Yamaha               | 03:10:40             | 00:12:57             | 3                   | Axel Dutrie         | Yamaha              | 19:42:57            | 00:10:35            |
|                 |                      |                      |                      |                      |                      |                     |                     |                     |                     |                     |
| 6               | Etapa cancelada      | Etapa cancelada      | Etapa cancelada      | Etapa cancelada      | Etapa cancelada      | Etapa cancelada     | Etapa cancelada     | Etapa cancelada     | Etapa cancelada     | Etapa cancelada     |
|                 |                      |                      |                      |                      |                      |                     |                     |                     |                     |                     |
| Dia de descanso |                      |                      |                      |                      |                      |                     |                     |                     |                     |                     |
|                 |                      |                      |                      |                      |                      |                     |                     |                     |                     |                     |
| 7               | 1                    | Sergey Karyakin      | Yamaha               | 02:32:49             |                      | 1                   | Sergey Karyakin     | Yamaha              | 22:13:25            |                     |
| 7               | 2                    | Axel Dutrie          | Yamaha               | 02:35:48             | 00:02:59             | 2                   | Simon Vitse         | Yamaha              | 22:18:41            | 00:05:16            |
| 7               | 3                    | Ignacio Casale       | Yamaha               | 02:42:25             | 00:09:36             | 3                   | Axel Dutrie         | Yamaha              | 22:18:45            | 00:05:20            |
|                 |                      |                      |                      |                      |                      |                     |                     |                     |                     |                     |
| 8               | 1                    | Ignacio Casale       | Yamaha               | 05:26:46             |                      | 1                   | Sergey Karyakin     | Yamaha              | 27:45:50            |                     |
| 8               | 2                    | Sergey Karyakin      | Yamaha               | 05:32:25             | 00:05:39             | 2                   | Axel Dutrie         | Yamaha              | 27:52:47            | 00:06:57            |
| 8               | 3                    | Axel Dutrie          | Yamaha               | 05:34:02             | 00:07:16             | 3                   | Ignacio Casale      | Yamaha              | 27:56:09            | 00:10:19            |
|                 |                      |                      |                      |                      |                      |                     |                     |                     |                     |                     |
| 9               | Etapa cancelada      | Etapa cancelada      | Etapa cancelada      | Etapa cancelada      | Etapa cancelada      | Etapa cancelada     | Etapa cancelada     | Etapa cancelada     | Etapa cancelada     | Etapa cancelada     |
|                 |                      |                      |                      |                      |                      |                     |                     |                     |                     |                     |
| 10              | 1                    | Sergey Karyakin      | Yamaha               | 06:52:43             |                      | 1                   | Sergey Karyakin     | Yamaha              | 34:38:33            |                     |
| 10              | 2                    | Ignacio Casale       | Yamaha               | 07:03:29             | 00:10:46             | 2                   | Ignacio Casale      | Yamaha              | 34:59:38            | 00:21:05            |
| 10              | 3                    | Santiago Hansen      | Honda                | 08:19:09             | 01:26:06             | 3                   | Axel Dutrie         | Yamaha              | 37:45:24            | 03:06:51            |
|                 |                      |                      |                      |                      |                      |                     |                     |                     |                     |                     |
| 11              | 1                    | Sergey Karyakin      | Yamaha               | 03:58:22             |                      | 1                   | Sergey Karyakin     | Yamaha              | 38:36:55            |                     |
| 11              | 2                    | Daniel Domaszewski   | Honda                | 04:19:03             | 00:20:41             | 2                   | Ignacio Casale      | Yamaha              | 39:53:19            | 01:16:24            |
| 11              | 3                    | Rafał Sonik          | Yamaha               | 04:22:11             | 00:23:49             | 3                   | Pablo Copetti       | Yamaha              | 42:58:01            | 04:21:06            |
|                 |                      |                      |                      |                      |                      |                     |                     |                     |                     |                     |
| 12              | 1                    | Ignacio Casale       | Yamaha               | 00:40:24             |                      | 1                   | Sergey Karyakin     | Yamaha              | 39:18:52            |                     |
| 12              | 2                    | Daniel Domaszewski   | Honda                | 00:41:06             | 00:00:42             | 2                   | Ignacio Casale      | Yamaha              | 40:33:43            | 01:14:51            |
| 12              | 3                    | Pablo Copetti        | Yamaha               | 00:41:10             | 00:00:46             | 3                   | Pablo Copetti       | Yamaha              | 43:39:11            | 04:20:19            |

### Carros
|                 | Resultados por etapa | Resultados por etapa                   | Resultados por etapa | Resultados por etapa | Resultados por etapa | Classificação geral | Classificação geral                    | Classificação geral | Classificação geral | Classificação geral |
| Etapa           | Pos.                 | Competidor                             | Equipe               | Tempo                | Diferença            | Pos.                | Competidor                             | Equipe              | Tempo               | Diferença           |
| --------------- | -------------------- | -------------------------------------- | -------------------- | -------------------- | -------------------- | ------------------- | -------------------------------------- | ------------------- | ------------------- | ------------------- |
| 1               | 1                    | Nasser Al-Attiyah Matthieu Baumel      | Toyota               | 00:25:41             |                      | 1                   | Nasser Al-Attiyah Matthieu Baumel      | Toyota              | 00:25:41            |                     |
| 1               | 2                    | Xavier Pons Ruben Garcia               | Ford                 | 00:26:05             | 00:00:24             | 2                   | Xavier Pons Ruben Garcia               | Ford                | 00:26:05            | 00:00:24            |
| 1               | 3                    | Nani Roma Alex Haro                    | Toyota               | 00:26:10             | 00:00:29             | 3                   | Nani Roma Alex Haro                    | Toyota              | 00:26:10            | 00:00:29            |
|                 |                      |                                        |                      |                      |                      |                     |                                        |                     |                     |                     |
| 2               | 1                    | Sébastien Loeb Daniel Elena            | Peugeot              | 02:06:55             |                      | 1                   | Sébastien Loeb Daniel Elena            | Peugeot             | 02:33:31            |                     |
| 2               | 2                    | Nasser Al-Attiyah Matthieu Baumel      | Toyota               | 02:08:18             | 00:01:23             | 2                   | Nasser Al-Attiyah Matthieu Baumel      | Toyota              | 02:33:59            | 00:00:28            |
| 2               | 3                    | Carlos Sainz Lucas Cruz                | Peugeot              | 02:09:13             | 00:02:18             | 3                   | Carlos Sainz Lucas Cruz                | Peugeot             | 02:35:27            | 00:01:56            |
|                 |                      |                                        |                      |                      |                      |                     |                                        |                     |                     |                     |
| 3               | 1                    | Stéphane Peterhansel Jean-Paul Cottret | Peugeot              | 04:18:17             |                      | 1                   | Sébastien Loeb Daniel Elena            | Peugeot             | 06:54:56            |                     |
| 3               | 2                    | Carlos Sainz Lucas Cruz                | Peugeot              | 04:20:11             | 00:01:54             | 2                   | Carlos Sainz Lucas Cruz                | Peugeot             | 06:55:38            | 00:00:42            |
| 3               | 3                    | Sébastien Loeb Daniel Elena            | Peugeot              | 04:21:25             | 00:03:08             | 3                   | Stéphane Peterhansel Jean-Paul Cottret | Peugeot             | 06:59:14            | 00:04:18            |
|                 |                      |                                        |                      |                      |                      |                     |                                        |                     |                     |                     |
| 4               | 1                    | Cyril Despres David Castera            | Peugeot              | 04:22:55             |                      | 1                   | Cyril Despres David Castera            | Peugeot             | 11:33:16            |                     |
| 4               | 2                    | Mikko Hirvonen Michel Périn            | Mini                 | 04:33:46             | 00:10:51             | 2                   | Stéphane Peterhansel Jean-Paul Cottret | Peugeot             | 11:37:24            | 00:04:08            |
| 4               | 3                    | Nani Roma Alex Haro                    | Toyota               | 04:35:46             | 00:12:51             | 3                   | Mikko Hirvonen Michel Périn            | Mini                | 11:38:20            | 00:05:04            |
|                 |                      |                                        |                      |                      |                      |                     |                                        |                     |                     |                     |
| 5               | 1                    | Sébastien Loeb Daniel Elena            | Peugeot              | 02:24:03             |                      | 1                   | Stéphane Peterhansel Jean-Paul Cottret | Peugeot             | 14:02:58            |                     |
| 5               | 2                    | Nani Roma Alex Haro                    | Toyota               | 02:24:47             | 00:00:44             | 2                   | Sébastien Loeb Daniel Elena            | Peugeot             | 14:04:07            | 00:01:09            |
| 5               | 3                    | Stéphane Peterhansel Jean-Paul Cottret | Peugeot              | 02:25:34             | 00:01:31             | 3                   | Cyril Despres David Castera            | Peugeot             | 14:07:52            | 00:04:54            |
|                 |                      |                                        |                      |                      |                      |                     |                                        |                     |                     |                     |
| 6               | Etapa cancelada      | Etapa cancelada                        | Etapa cancelada      | Etapa cancelada      | Etapa cancelada      | Etapa cancelada     | Etapa cancelada                        | Etapa cancelada     | Etapa cancelada     | Etapa cancelada     |
|                 |                      |                                        |                      |                      |                      |                     |                                        |                     |                     |                     |
| Dia de descanso |                      |                                        |                      |                      |                      |                     |                                        |                     |                     |                     |
|                 |                      |                                        |                      |                      |                      |                     |                                        |                     |                     |                     |
| 7               | 1                    | Stéphane Peterhansel Jean-Paul Cottret | Peugeot              | 01:54:08             |                      | 1                   | Stéphane Peterhansel Jean-Paul Cottret | Peugeot             | 15:57:06            |                     |
| 7               | 2                    | Sébastien Loeb Daniel Elena            | Peugeot              | 01:54:56             | 00:00:48             | 2                   | Sébastien Loeb Daniel Elena            | Peugeot             | 15:59:03            | 00:01:57            |
| 7               | 3                    | Giniel de Villiers Dirk von Zitzewitz  | Toyota               | 01:57:41             | 00:03:33             | 3                   | Nani Roma Alex Haro                    | Toyota              | 16:08:13            | 00:11:07            |
|                 |                      |                                        |                      |                      |                      |                     |                                        |                     |                     |                     |
| 8               | 1                    | Sébastien Loeb Daniel Elena            | Peugeot              | 04:11:02             |                      | 1                   | Sébastien Loeb Daniel Elena            | Peugeot             | 20:10:05            |                     |
| 8               | 2                    | Stéphane Peterhansel Jean-Paul Cottret | Peugeot              | 04:14:37             | 00:03:35             | 2                   | Stéphane Peterhansel Jean-Paul Cottret | Peugeot             | 20:11:43            | 00:01:38            |
| 8               | 3                    | Cyril Despres David Castera            | Peugeot              | 04:16:15             | 00:05:13             | 3                   | Cyril Despres David Castera            | Peugeot             | 20:27:22            | 00:17:17            |
|                 |                      |                                        |                      |                      |                      |                     |                                        |                     |                     |                     |
| 9               | Etapa cancelada      | Etapa cancelada                        | Etapa cancelada      | Etapa cancelada      | Etapa cancelada      | Etapa cancelada     | Etapa cancelada                        | Etapa cancelada     | Etapa cancelada     | Etapa cancelada     |
|                 |                      |                                        |                      |                      |                      |                     |                                        |                     |                     |                     |
| 10              | 1                    | Stéphane Peterhansel Jean-Paul Cottret | Peugeot              | 04:47:00             |                      | 1                   | Stéphane Peterhansel Jean-Paul Cottret | Peugeot             | 24:58:43            |                     |
| 10              | 2                    | Sébastien Loeb Daniel Elena            | Peugeot              | 04:54:28             | 00:07:28             | 2                   | Sébastien Loeb Daniel Elena            | Peugeot             | 25:04:33            | 00:05:50            |
| 10              | 3                    | Cyril Despres David Castera            | Peugeot              | 04:57:01             | 00:10:01             | 3                   | Cyril Despres David Castera            | Peugeot             | 25:24:23            | 00:25:40            |
|                 |                      |                                        |                      |                      |                      |                     |                                        |                     |                     |                     |
| 11              | 1                    | Sébastien Loeb Daniel Elena            | Peugeot              | 03:21:15             |                      | 1                   | Stéphane Peterhansel Jean-Paul Cottret | Peugeot             | 28:20:16            |                     |
| 11              | 2                    | Stéphane Peterhansel Jean-Paul Cottret | Peugeot              | 03:21:33             | 00:00:18             | 2                   | Sébastien Loeb Daniel Elena            | Peugeot             | 28:25:48            | 00:05:32            |
| 11              | 3                    | Orlando Terranova Andreas Schulz       | Mini                 | 03:27:52             | 00:06:37             | 3                   | Cyril Despres David Castera            | Peugeot             | 28:53:10            | 00:32:54            |
|                 |                      |                                        |                      |                      |                      |                     |                                        |                     |                     |                     |
| 12              | 1                    | Sébastien Loeb Daniel Elena            | Peugeot              | 00:28:55             |                      | 1                   | Stéphane Peterhansel Jean-Paul Cottret | Peugeot             | 28:49:30            |                     |
| 12              | 2                    | Stéphane Peterhansel Jean-Paul Cottret | Peugeot              | 00:29:14             | 00:00:19             | 2                   | Sébastien Loeb Daniel Elena            | Peugeot             | 28:54:43            | 00:05:13            |
| 12              | 3                    | Giniel de Villiers Dirk von Zitzewitz  | Toyota               | 00:29:25             | 00:00:30             | 3                   | Cyril Despres David Castera            | Peugeot             | 29:22:58            | 00:33:28            |

### Camiões
|                 | Resultados por etapa | Resultados por etapa                                     | Resultados por etapa | Resultados por etapa | Resultados por etapa | Classificação geral | Classificação geral                                      | Classificação geral | Classificação geral | Classificação geral |
| Etapa           | Pos.                 | Competidor                                               | Equipe               | Tempo                | Diferença            | Pos.                | Competidor                                               | Equipe              | Tempo               | Diferença           |
| --------------- | -------------------- | -------------------------------------------------------- | -------------------- | -------------------- | -------------------- | ------------------- | -------------------------------------------------------- | ------------------- | ------------------- | ------------------- |
| 1               | 1                    | Martin Kolomý Rene Kilian David Kilian                   | Tatra                | 00:30:00             |                      | 1                   | Martin Kolomý Rene Kilian David Kilian                   | Tatra               | 00:30:00            |                     |
| 1               | 2                    | Ton van Genugten Anton Van Limpt Bernard Der Kinderen    | Iveco                | 00:30:13             | 00:00:13             | 2                   | Ton van Genugten Anton Van Limpt Bernard Der Kinderen    | Iveco               | 00:30:13            | 00:00:13            |
| 1               | 3                    | Martin van den Brink Daniel Kozlowsky Marcel Blankestijn | Renault              | 00:30:25             | 00:00:25             | 3                   | Martin van den Brink Daniel Kozlowsky Marcel Blankestijn | Renault             | 00:30:25            | 00:00:25            |
|                 |                      |                                                          |                      |                      |                      |                     |                                                          |                     |                     |                     |
| 2               | 1                    | Martin van den Brink Daniel Kozlowsky Marcel Blankestijn | Renault              | 02:37:08             |                      | 1                   | Martin van den Brink Daniel Kozlowsky Marcel Blankestijn | Renault             | 03:07:33            |                     |
| 2               | 2                    | Dmitry Sotnikov Ruslan Akhmadeev Igor Leonov             | Kamaz                | 02:39:11             | 00:02:03             | 2                   | Dmitry Sotnikov Ruslan Akhmadeev Igor Leonov             | Kamaz               | 03:10:42            | 00:03:09            |
| 2               | 3                    | Peter Versluis Artur Klein Marcel Pronk                  | MAN                  | 02:40:00             | 00:02:52             | 3                   | Martin Kolomý Rene Kilian David Kilian                   | Tatra               | 03:10:44            | 00:03:11            |
|                 |                      |                                                          |                      |                      |                      |                     |                                                          |                     |                     |                     |
| 3               | 1                    | Eduard Nikolaev Evgeny Yakovlev Vladimir Rybakov         | Kamaz                | 02:45:41             |                      | 1                   | Eduard Nikolaev Evgeny Yakovlev Vladimir Rybakov         | Kamaz               | 05:57:56            |                     |
| 3               | 2                    | Martin Kolomý Rene Kilian David Kilian                   | Tatra                | 02:49:39             | 00:03:48             | 2                   | Martin Kolomý Rene Kilian David Kilian                   | Tatra               | 06:00:23            | 00:02:27            |
| 3               | 3                    | Federico Villagra Adrian Yacopini Ricardo Torlaschi      | Iveco                | 02:50:24             | 00:04:33             | 3                   | Federico Villagra Adrian Yacopini Ricardo Torlaschi      | Iveco               | 06:02:03            | 00:04:07            |
|                 |                      |                                                          |                      |                      |                      |                     |                                                          |                     |                     |                     |
| 4               | 1                    | Gerard de Rooy Moisès Torrallardona Darek Rodewald       | Iveco                | 04:55:55             |                      | 1                   | Dmitry Sotnikov Ruslan Akhmadeev Igor Leonov             | Kamaz               | 11:12:40            |                     |
| 4               | 2                    | Ayrat Mardeev Aydar Belyaev Dmitriy Svistunov            | Kamaz                | 04:56:25             | 00:00:30             | 2                   | Federico Villagra Adrian Yacopini Ricardo Torlaschi      | Iveco               | 11:14:35            | 00:01:55            |
| 4               | 3                    | Anton Shibalov Robert Amatych Ivan Romanov               | Kamaz                | 04:59:02             | 00:03:07             | 3                   | Eduard Nikolaev Evgeny Yakovlev Vladimir Rybakov         | Kamaz               | 11:17:20            | 00:04:40            |
|                 |                      |                                                          |                      |                      |                      |                     |                                                          |                     |                     |                     |
| 5               | 1                    | Gerard de Rooy Moisès Torrallardona Darek Rodewald       | Iveco                | 02:39:12             |                      | 1                   | Gerard de Rooy Moisès Torrallardona Darek Rodewald       | Iveco               | 14:06:07            |                     |
| 5               | 2                    | Eduard Nikolaev Evgeny Yakovlev Vladimir Rybakov         | Kamaz                | 02:51:10             | 00:11:58             | 2                   | Eduard Nikolaev Evgeny Yakovlev Vladimir Rybakov         | Kamaz               | 14:08:30            | 00:02:23            |
| 5               | 3                    | Ayrat Mardeev Aydar Belyaev Dmitriy Svistunov            | Kamaz                | 02:53:16             | 00:14:04             | 3                   | Dmitry Sotnikov Ruslan Akhmadeev Igor Leonov             | Kamaz               | 14:12:43            | 00:06:36            |
|                 |                      |                                                          |                      |                      |                      |                     |                                                          |                     |                     |                     |
| 6               | Etapa cancelada      | Etapa cancelada                                          | Etapa cancelada      | Etapa cancelada      | Etapa cancelada      | Etapa cancelada     | Etapa cancelada                                          | Etapa cancelada     | Etapa cancelada     | Etapa cancelada     |
| Dia de descanso |                      |                                                          |                      |                      |                      |                     |                                                          |                     |                     |                     |
|                 |                      |                                                          |                      |                      |                      |                     |                                                          |                     |                     |                     |
| 7               | 1                    | Dmitry Sotnikov Ruslan Akhmadeev Igor Leonov             | Kamaz                | 01:41:35             |                      | 1                   | Gerard de Rooy Moisès Torrallardona Darek Rodewald       | Iveco               | 15:52:07            |                     |
| 7               | 2                    | Ton van Genugten Anton Van Limpt Bernard Der Kinderen    | Iveco                | 01:44:26             | 00:02:51             | 2                   | Dmitry Sotnikov Ruslan Akhmadeev Igor Leonov             | Kamaz               | 15:54:18            | 00:02:11            |
| 7               | 3                    | Federico Villagra Adrian Yacopini Ricardo Torlaschi      | Iveco                | 01:45:12             | 00:03:37             | 3                   | Eduard Nikolaev Evgeny Yakovlev Vladimir Rybakov         | Kamaz               | 15:58:04            | 00:05:57            |
|                 |                      |                                                          |                      |                      |                      |                     |                                                          |                     |                     |                     |
| 8               | 1                    | Martin van den Brink Daniel Kozlowsky Marcel Blankestijn | Renault              | 01:55:20             |                      | 1                   | Dmitry Sotnikov Ruslan Akhmadeev Igor Leonov             | Kamaz               | 17:52:20            |                     |
| 8               | 2                    | Federico Villagra Adrian Yacopini Ricardo Torlaschi      | Iveco                | 01:55:37             | 00:00:17             | 2                   | Eduard Nikolaev Evgeny Yakovlev Vladimir Rybakov         | Kamaz               | 17:54:06            | 00:01:46            |
| 8               | 3                    | Eduard Nikolaev Evgeny Yakovlev Vladimir Rybakov         | Kamaz                | 01:56:02             | 00:00:42             | 3                   | Gerard de Rooy Moisès Torrallardona Darek Rodewald       | Iveco               | 17:54:40            | 00:02:20            |
|                 |                      |                                                          |                      |                      |                      |                     |                                                          |                     |                     |                     |
| 9               | Etapa cancelada      | Etapa cancelada                                          | Etapa cancelada      | Etapa cancelada      | Etapa cancelada      | Etapa cancelada     | Etapa cancelada                                          | Etapa cancelada     | Etapa cancelada     | Etapa cancelada     |
|                 |                      |                                                          |                      |                      |                      |                     |                                                          |                     |                     |                     |
| 10              | 1                    | Eduard Nikolaev Evgeny Yakovlev Vladimir Rybakov         | Kamaz                | 05:33:06             |                      | 1                   | Eduard Nikolaev Evgeny Yakovlev Vladimir Rybakov         | Kamaz               | 23:27:12            |                     |
| 10              | 2                    | Dmitry Sotnikov Ruslan Akhmadeev Igor Leonov             | Kamaz                | 05:40:07             | 00:07:01             | 2                   | Dmitry Sotnikov Ruslan Akhmadeev Igor Leonov             | Kamaz               | 23:32:27            | 00:05:15            |
| 10              | 3                    | Ayrat Mardeev Aydar Belyaev Dmitriy Svistunov            | Kamaz                | 05:40:47             | 00:07:41             | 3                   | Gerard de Rooy Moisès Torrallardona Darek Rodewald       | Iveco               | 23:51:29            | 00:24:17            |
|                 |                      |                                                          |                      |                      |                      |                     |                                                          |                     |                     |                     |
| 11              | 1                    | Eduard Nikolaev Evgeny Yakovlev Vladimir Rybakov         | Kamaz                | 03:56:47             |                      | 1                   | Eduard Nikolaev Evgeny Yakovlev Vladimir Rybakov         | Kamaz               | 27:23:59            |                     |
| 11              | 2                    | Federico Villagra Adrian Yacopini Ricardo Torlaschi      | Iveco                | 03:57:39             | 00:00:52             | 2                   | Dmitry Sotnikov Ruslan Akhmadeev Igor Leonov             | Kamaz               | 27:41:08            | 00:17:09            |
| 11              | 3                    | Ayrat Mardeev Aydar Belyaev Dmitriy Svistunov            | Kamaz                | 04:06:40             | 00:09:53             | 3                   | Gerard de Rooy Moisès Torrallardona Darek Rodewald       | Iveco               | 28:02:57            | 00:38:58            |
|                 |                      |                                                          |                      |                      |                      |                     |                                                          |                     |                     |                     |
| 12              | 1                    | Eduard Nikolaev Evgeny Yakovlev Vladimir Rybakov         | Kamaz                | 00:34:25             |                      | 1                   | Eduard Nikolaev Evgeny Yakovlev Vladimir Rybakov         | Kamaz               | 27:58:24            |                     |
| 12              | 2                    | Ayrat Mardeev Aydar Belyaev Dmitriy Svistunov            | Kamaz                | 00:34:58             | 00:00:33             | 2                   | Dmitry Sotnikov Ruslan Akhmadeev Igor Leonov             | Kamaz               | 28:17:22            | 00:18:58            |
| 12              | 3                    | Federico Villagra Adrian Yacopini Ricardo Torlaschi      | Iveco                | 00:35:50             | 00:01:25             | 3                   | Gerard de Rooy Moisès Torrallardona Darek Rodewald       | Iveco               | 28:39:43            | 00:41:19            |

### Utilitários
|                 | Resultados por etapa | Resultados por etapa           | Resultados por etapa | Resultados por etapa | Resultados por etapa | Classificação geral | Classificação geral            | Classificação geral | Classificação geral | Classificação geral |
| Etapa           | Pos.                 | Competidor                     | Equipe               | Tempo                | Diferença            | Pos.                | Competidor                     | Equipe              | Tempo               | Diferença           |
| --------------- | -------------------- | ------------------------------ | -------------------- | -------------------- | -------------------- | ------------------- | ------------------------------ | ------------------- | ------------------- | ------------------- |
| 1               | 1                    | Ravil Maganov Kirill Shubin    | Polaris              | 00:34:32             |                      | 1                   | Ravil Maganov Kirill Shubin    | Polaris             | 00:34:32            |                     |
| 1               | 2                    | Santiago Navarro Oriol Vidal   | Yamaha               | 00:35:13             | 00:00:41             | 2                   | Santiago Navarro Oriol Vidal   | Yamaha              | 00:35:13            | 00:00:41            |
| 1               | 3                    | Leandro Torres Lourival Roldan | Polaris              | 00:35:25             | 00:00:53             | 3                   | Leandro Torres Lourival Roldan | Polaris             | 00:35:25            | 00:00:53            |
|                 |                      |                                |                      |                      |                      |                     |                                |                     |                     |                     |
| 2               | 1                    | Mao Ruijin Sebastien Delaunay  | Polaris              | 03:46:58             |                      | 1                   | Mao Ruijin Sebastien Delaunay  | Polaris             | 04:26:29            |                     |
| 2               | 2                    | Li Dongsheng Quanquan Guan     | Polaris              | 04:45:16             | 00:58:18             | 2                   | Li Dongsheng Quanquan Guan     | Polaris             | 05:21:53            | 00:55:24            |
| 2               | 3                    | Leandro Torres Lourival Roldan | Polaris              | 05:54:25             | 02:07:27             | 3                   | Leandro Torres Lourival Roldan | Polaris             | 06:29:50            | 02:03:21            |
|                 |                      |                                |                      |                      |                      |                     |                                |                     |                     |                     |
| 3               | 1                    | Leandro Torres Lourival Roldan | Polaris              | 7:25:28              |                      | 1                   | Mao Ruijin Sebastien Delaunay  | Polaris             | 11:53:39            |                     |
| 3               | 2                    | Mao Ruijin Sebastien Delaunay  | Polaris              | 7:27:10              | 00:01:42             | 2                   | Leandro Torres Lourival Roldan | Polaris             | 13:55:18            | 02:01:39            |
| 3               | 3                    | Santiago Navarro Oriol Vidal   | Yamaha               | 9:31:14              | 02:05:46             | 3                   | Li Dongsheng Quanquan Guan     | Polaris             | 15:23:38            | 03:29:59            |
|                 |                      |                                |                      |                      |                      |                     |                                |                     |                     |                     |
| 4               | 1                    | Mao Ruijin Sebastien Delaunay  | Polaris              | 07:08:04             |                      | 1                   | Mao Ruijin Sebastien Delaunay  | Polaris             | 19:01:43            |                     |
| 4               | 2                    | Leandro Torres Lourival Roldan | Polaris              | 07:08:34             | 00:00:30             | 2                   | Leandro Torres Lourival Roldan | Polaris             | 21:03:52            | 02:02:09            |
| 4               | 3                    | Wang Fujiang Li Wei            | Polaris              | 08:08:50             | 01:00:46             | 3                   | Li Dongsheng Quanquan Guan     | Polaris             | 23:40:37            | 04:38:54            |
|                 |                      |                                |                      |                      |                      |                     |                                |                     |                     |                     |
| 5               | 1                    | Ravil Maganov Kirill Shubin    | Polaris              | 03:48:38             |                      | 1                   | Leandro Torres Lourival Roldan | Polaris             | 25:22:24            |                     |
| 5               | 2                    | Leandro Torres Lourival Roldan | Polaris              | 04:18:32             | 00:29:54             | 2                   | Mao Ruijin Sebastien Delaunay  | Polaris             | 27:56:28            | 02:34:04            |
| 5               | 3                    | Li Dongsheng Quanquan Guan     | Polaris              | 04:29:12             | 00:40:34             | 3                   | Li Dongsheng Quanquan Guan     | Polaris             | 28:09:49            | 02:47:25            |
|                 |                      |                                |                      |                      |                      |                     |                                |                     |                     |                     |
| 6               | Etapa cancelada      | Etapa cancelada                | Etapa cancelada      | Etapa cancelada      | Etapa cancelada      | Etapa cancelada     | Etapa cancelada                | Etapa cancelada     | Etapa cancelada     | Etapa cancelada     |
|                 |                      |                                |                      |                      |                      |                     |                                |                     |                     |                     |
| Dia de descanso |                      |                                |                      |                      |                      |                     |                                |                     |                     |                     |
|                 |                      |                                |                      |                      |                      |                     |                                |                     |                     |                     |
| 7               | 1                    | Ravil Maganov Kirill Shubin    | Polaris              | 03:02:09             |                      | 1                   | Leandro Torres Lourival Roldan | Polaris             | 28:29:32            |                     |
| 7               | 2                    | Li Dongsheng Quanquan Guan     | Polaris              | 03:02:56             | 00:00:47             | 2                   | Mao Ruijin Sebastien Delaunay  | Polaris             | 31:02:57            | 02:33:25            |
| 7               | 3                    | Mao Ruijin Sebastien Delaunay  | Polaris              | 03:06:29             | 00:04:20             | 3                   | Li Dongsheng Quanquan Guan     | Polaris             | 31:12:45            | 02:43:13            |
|                 |                      |                                |                      |                      |                      |                     |                                |                     |                     |                     |
| 8               | 1                    | Li Dongsheng Quanquan Guan     | Polaris              | 06:30:15             |                      | 1                   | Leandro Torres Lourival Roldan | Polaris             | 36:07:48            |                     |
| 8               | 2                    | Leandro Torres Lourival Roldan | Polaris              | 06:38:16             | 00:08:01             | 2                   | Li Dongsheng Quanquan Guan     | Polaris             | 37:43:00            | 01:35:12            |
| 8               | 3                    | Ravil Maganov Kirill Shubin    | Polaris              | 06:51:01             | 00:20:46             | 3                   | Mao Ruijin Sebastien Delaunay  | Polaris             | 38:44:06            | 02:36:18            |
|                 |                      |                                |                      |                      |                      |                     |                                |                     |                     |                     |
| 9               | Etapa cancelada      | Etapa cancelada                | Etapa cancelada      | Etapa cancelada      | Etapa cancelada      | Etapa cancelada     | Etapa cancelada                | Etapa cancelada     | Etapa cancelada     | Etapa cancelada     |
|                 |                      |                                |                      |                      |                      |                     |                                |                     |                     |                     |
| 10              | 1                    | Wang Fujiang Li Wei            | Polaris              | 9:04:52              |                      | 1                   | Leandro Torres Lourival Roldan | Polaris             | 48:09:50            |                     |
| 10              | 2                    | Ravil Maganov Kirill Shubin    | Polaris              | 9:47:57              | 0:43:05              | 2                   | Ravil Maganov Kirill Shubin    | Polaris             | 50:55:18            | 2:45:28             |
| 10              | 3                    | Leandro Torres Lourival Roldan | Polaris              | 12:02:02             | 2:57:10              | 3                   | Wang Fujiang Li Wei            | Polaris             | 52:12:26            | 4:02:36             |
|                 |                      |                                |                      |                      |                      |                     |                                |                     |                     |                     |
| 11              | 1                    | Leandro Torres Lourival Roldan | Polaris              | 5:05:14              |                      | 1                   | Leandro Torres Lourival Roldan | Polaris             | 53:15:04            |                     |
| 11              | 2                    | Wang Fujiang Li Wei            | Polaris              | 5:44:33              | 0:39:19              | 2                   | Wang Fujiang Li Wei            | Polaris             | 57:56:59            | 4:41:55             |
| 11              | 3                    | Ravil Maganov Kirill Shubin    | Polaris              | 8:29:32              | 3:24:18              | 3                   | Ravil Maganov Kirill Shubin    | Polaris             | 59:24:50            | 6:09:46             |
|                 |                      |                                |                      |                      |                      |                     |                                |                     |                     |                     |
| 12              | 1                    | Ravil Maganov Kirill Shubin    | Polaris              | 0:42:35              |                      | 1                   | Leandro Torres Lourival Roldan | Polaris             | 54:01:50            |                     |
| 12              | 2                    | Mao Ruijin Sebastien Delaunay  | Polaris              | 0:43:39              | 0:01:04              | 2                   | Wang Fujiang Li Wei            | Polaris             | 58:44:24            | 4:42:34             |
| 12              | 3                    | Leandro Torres Lourival Roldan | Polaris              | 0:46:46              | 0:04:11              | 3                   | Ravil Maganov Kirill Shubin    | Polaris             | 60:07:25            | 6:05:35             |